# Erysimum sylvestre
Erysimum sylvestre är en korsblommig växtart som först beskrevs av Heinrich Johann Nepomuk von Crantz, och fick sitt nu gällande namn av Giovanni Antonio Scopoli. Enligt Catalogue of Life ingår Erysimum sylvestre i släktet kårlar och familjen korsblommiga växter, men enligt Dyntaxa är tillhörigheten istället släktet kårlar och familjen korsblommiga växter. Arten förekommer tillfälligt i Sverige, men reproducerar sig inte.

## Underarter
Arten delas in i följande underarter:
- E. s. aurantiacum
- E. s. sylvestre

## Bildgalleri

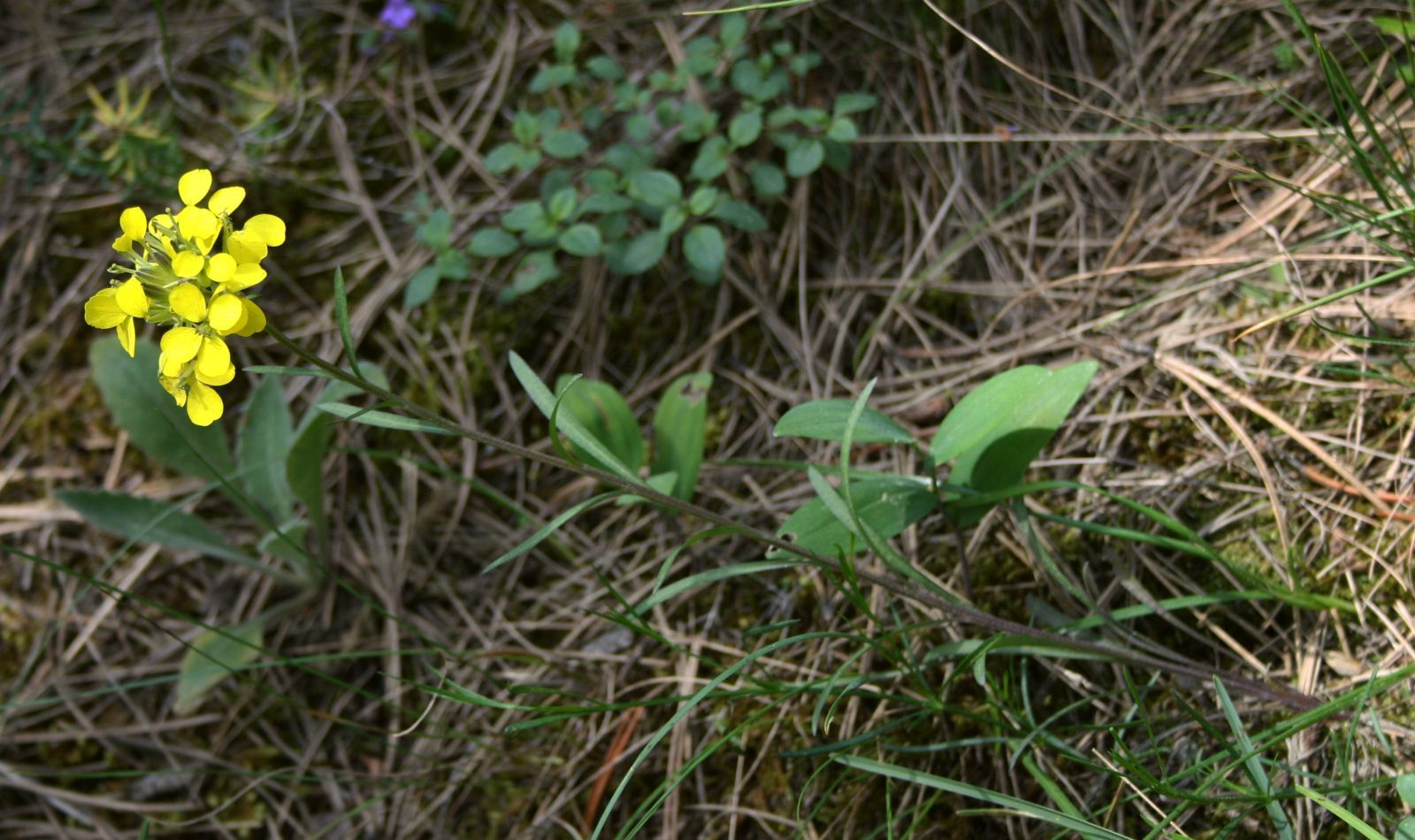
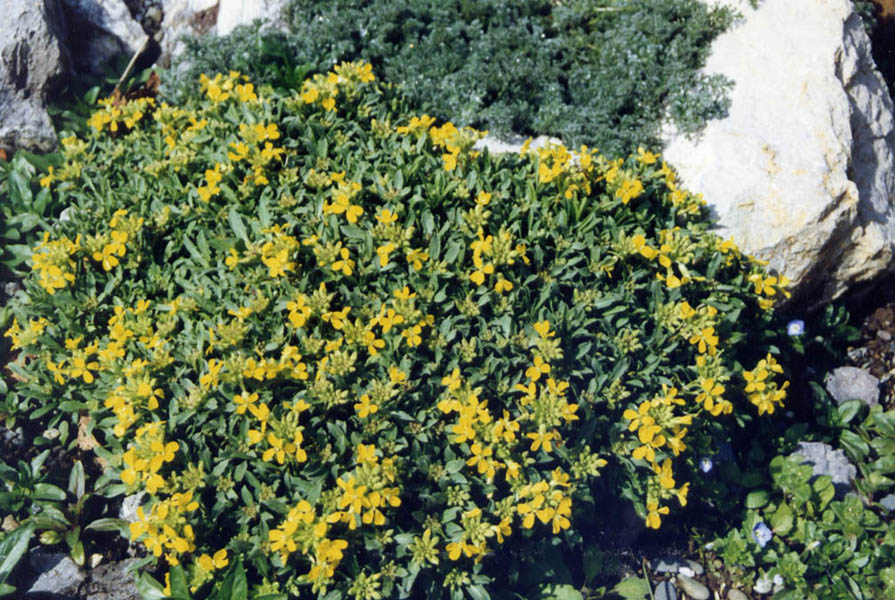
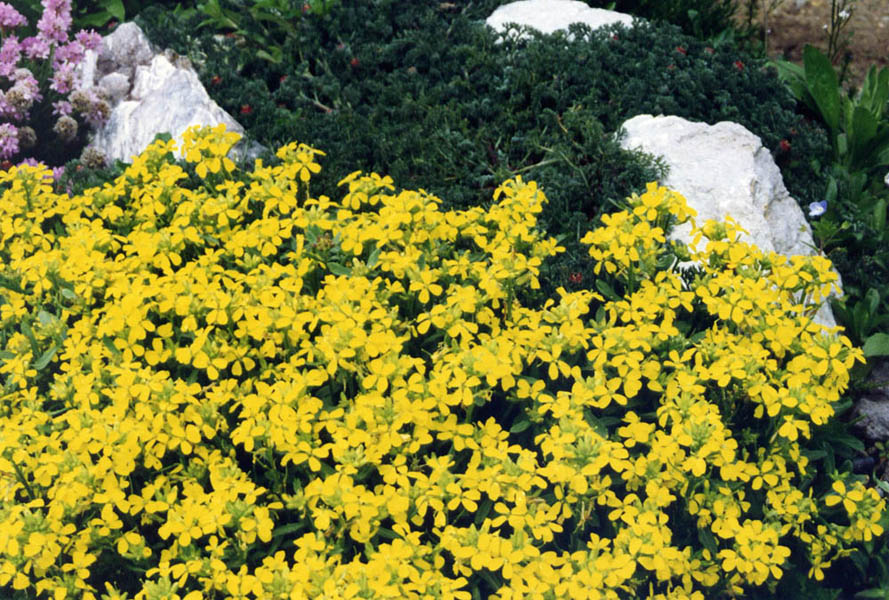